# Callinesia pulchra
Callinesia pulchra är en insektsart som beskrevs av George Willis Kirkaldy 1907. Callinesia pulchra ingår i släktet Callinesia och familjen vedstritar.
Artens utbredningsområde är Fiji. Inga underarter finns listade i Catalogue of Life.